# پارک ملی سمولیکی
پارک ملی سمولیکی (انگلیسی: Semuliki National Park) یک پارک ملی در اوگاندا است.
این پارک که در سال ۱۹۹۳ تأسیس شده در منطقه غربی، اوگاندا واقع شده و دارای ۲۲۰ کیلومتر مربع مساحت می‌باشد. بیش از ۶۰ گونه پستاندار از جمله بیزون، پلنگ، اسب آبی، میمون مونا، موش‌گوزن، شب‌دوست، زباد، فیل، و غزالک خلیج در پارک ملی سمولیکی زندگی میکنند.